# Trinkhalle (Hamburg)

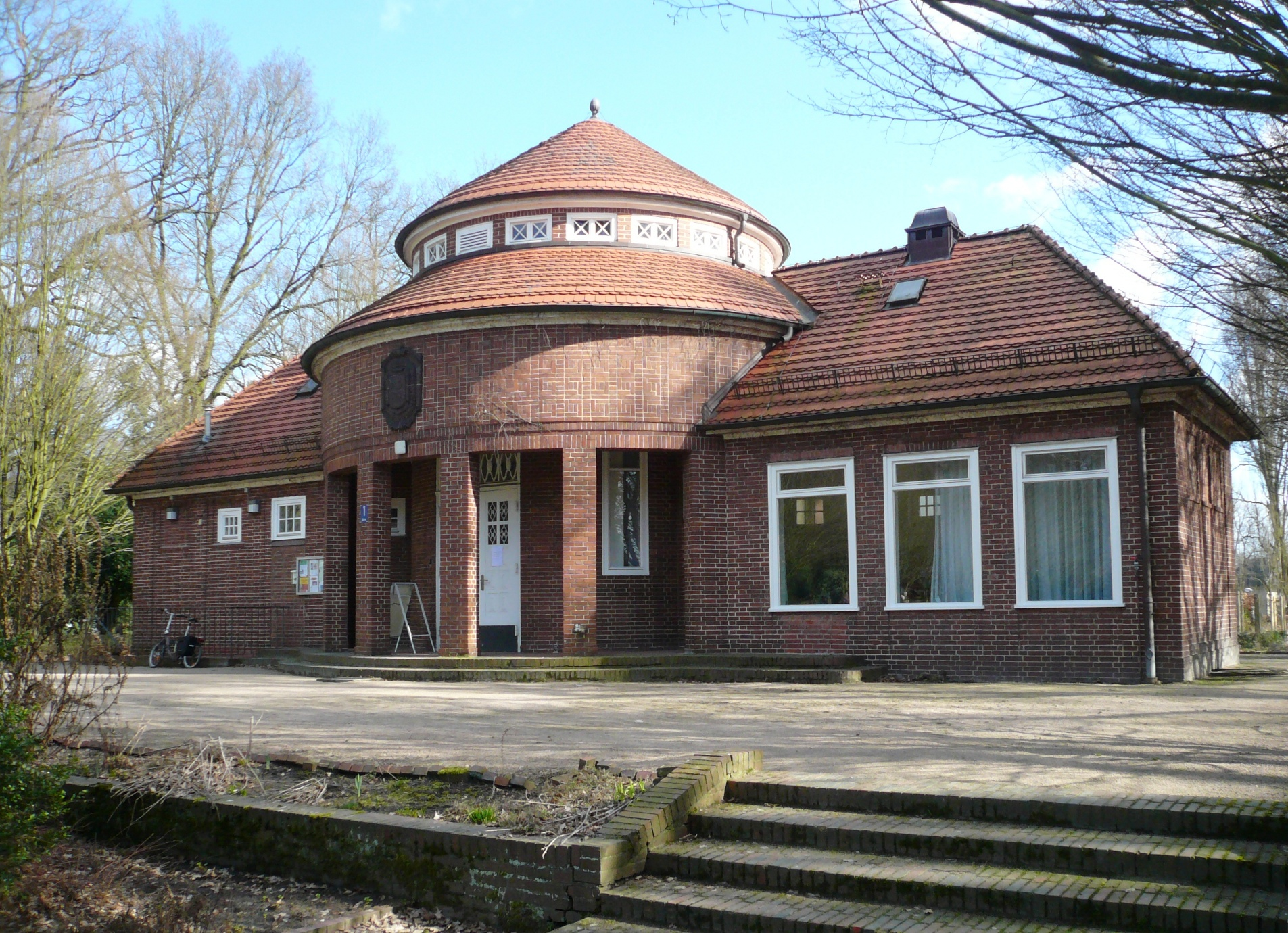
Die Trinkhalle im Hamburger Stadtpark

Die Trinkhalle ist ein denkmalgeschütztes Bauwerk im Hamburger Stadtpark.

## Beschreibung und Nutzungsgeschichte
Das von 1914 bis 1915 nach Plänen von Fritz Schumacher erbaute Gebäude ist ein kleiner Rundbau, der eine offene Pfeilerhalle mit zwei kurzen Seitenflügeln hat und axial auf eine langgestreckte Rasenfläche ausgerichtet ist. Diese läuft auf die Skulptur „Diana mit Hunden“ zu. Das Gebäude befindet sich im Südwesten des Stadtparks in Winterhude an der Kreuzung des Südrings und der Otto-Wels Straße.
In der Trinkhalle wurden ursprünglich Brunnenkuren für Menschen angeboten, die sich den Besuch eines Kurbads nicht leisten konnten. Besucher der Halle hatten die Auswahl aus 50 Heilwässern und dazu ausgewiesenen Spazierwegen im Stadtpark.
Anschließend wurde das Gebäude zunächst als Seniorentreff; nach vorherigem Umbau seit Frühjahr 2013 als Café genutzt.